# 丹·海亞特
丹·海亞特（1984年1月22日—）是一名牙買加田徑運動員。2012年6月以個人最佳成續44.83秒獲得奧運400米短跑比賽的入場券，8月代表國家參加2012年倫敦奧運的400米賽事，最終止步於準決賽。

## 外部連結
- 丹·海亞特在的頁面